# Gyrophaena congrua
Gyrophaena congrua  (лат.) — вид жуков-стафилинид рода Gyrophaena из трибы Homalotini (подсемейство Aleocharinae). Евразия.

## Распространение
Голарктика: Европа, Россия (включая Сибирь), Украина, Кавказ, Северная Америка.

## Описание
Мелкие коротконадкрылые жуки. Длина тела от 1,5 до 2,0 мм, форма овальная, дорзо-вентрально сплющенная. Окраска желтовато-коричневая (голова чёрная, переднеспинка темно-коричневая, надкрылья, брюшко и ноги светлее, желтовато-коричневые; 5-7-й тергиты чёрные). Обнаружены с мая по сентябрь. Личинки и взрослые жуки питаются грибами (облигатные микофаги), в которых живут, питаются и размножаются, откладывают яйца. Поедают споры, базидии и гифы грибницы. Голова имаго широкая, сильно поперечная. Глаза относительно крупные, выступающие (за глазами голова суженная). Язычок длинный и узкий. Губные щупики 2-члениковые. Переднеспинка уже надкрылий. Задние лапки 5-члениковые, а лапки передних и средних состоят из 4 сегментов (формула лапок: 4-5-5).